# П'ятихатка (Обухівський район)
П'ятиха́тка — село в Україні, у Обухівському районі Київської області. Населення становить 110 осіб.
Засноване 1901 року, назва походить від перших 5 хат, збудованих тут військовослужбовцями царської армії.